# Jean Bartik
Elisabeth Jean Jennings Bartik, född Jennings, före omkring 1967 känd som Elisabeth Jean (Betty Jean) Jennings Bartik, född 27 december 1924 i Gentry County i Missouri, död 23 mars 2011 i Poughkeepsie i New York, var en amerikansk programmerare och en av de ursprungliga programmerarna av ENIAC-datorn. Hon studerade matematik på grundnivå och fick tjänst på University of Pennsylvania, där hon först manuellt beräknade ballistiska banor och senare använde ENIAC för att göra det. Hon och hennes kollegor utvecklade och kodifierade många av grunderna i programmering medan de byggde ENIAC eftersom det var den första datorn av sitt slag. Efter sitt arbete med ENIAC fortsatte Bartik att arbeta på BINAC och UNIVAC samt på flera olika tekniska företag som skribent, chef, ingenjör och programmerare. Under senare år arbetade hon som fastighetsmäklare i New Jersey och dog 2011 i hjärtsjukdom.

## Uppväxt och utbildning
Jean Bartik föddes 1924 som det sjätte av sju barn i Gentry County, Missouri. Hennes far William Smith Jennings (1893–1971) var lärare och bonde i Alanthus Grove; hennes mor Lula May Spainhower (1887–1988) arbetade hemma på gården.
Jean Bartik gick på Northwest Missouri State Teachers College, numera Northwest Missouri State University, och tog examen i matematik 1945. År 1967 tog hon en master-examen i engelska på University of Pennsylvania och blev 2002 hedersdoktor vid Northwest Missouri State University.

## Karriär
Vid 20 års ålder sökte hon arbete hos både IBM och University of Pennsylvania. Hon fick avslag från IBM men anställdes av University of Pennsylvania för att arbeta för Army Ordnance på Aberdeen Proving Ground genom att beräkna ballistiska banor för hand. Under tiden där mötte hon William Bartik som var ingenjör i ett Pentagonprojekt på University of Pennsylvania. De gifte sig i december 1946 men skildes 1968; makarna fick tre barn.
När Electronic Numerical Integrator And Computer (ENIAC) utvecklades för att beräkna ballistikbanor på samma sätt som Bartik hade räknat för hand ansökte hon om att få vara med i projektet och valdes sedan ut som en av de första programmerarna. Bartik fick i uppgift att skapa problem åt ENIAC utan att bli upplärd i teknikerna först.  Sex kvinnliga matematiker – Jean Jennings Bartik, Betty Holberton, Marlyn Wescoff, Kathleen McNulty, Ruth Teitelbaum och Frances Spence – blev utvalda till att vara huvudprogrammerare till ENIAC. De kan därmed sägas vara de första i världen att programmera en faktisk dator. Många andra kvinnor, oftast inte erkända, bidrog i arbetet med ENIAC under krigstidens brist på manlig arbetskraft. Inledningsvis fick de inte se ENIAC eftersom de inte hade rätt säkerhetsklassificering och beräkningarna gjordes i stället ifrån tryckta kopplingsscheman som beskrev datorn. Bartik, som tillsammans med Betty Holberton ledde arbetet, och de fyra andra ursprungliga medarbetarna blev mycket skickliga på att handha ENIAC. De hade ingen manual så de fick studera ritningarna och intervjua ingenjörerna som byggt den för att lära sig hur den fungerade. I början hade de bara schematiska ritningar att utgå ifrån eftersom ENIAC:s hårdvara var säkerhetsskyddad.
När Eniac visades upp för första gången i februari 1946 skapade den stora rubriker i media över hela världen. Kvinnorna som programmerat Eniac nämndes dock inte vid namn och de blev inte inbjudna till den efterföljande middagen. Detta resulterade i att de inte heller omnämndes i några av tidningsartiklarna och deras insats föll i glömska. Det var inte förrän 1996 som deras insatser började åter började uppmärksammas och kunde ta plats i den tekniska historien.
Jean Bartik gick sedan vidare och utvecklade tillsammans med ENIAC:s skapare världens första kommersiella dator – Univac. Hennes historiska insatser har uppmärksammats bland annat av hennes universitet Northwest Missouri State Teachers College som namngett ett datormuseum på campus efter henne.

## Utmärkelser och priser
- Invald, Women in Technology International Hall of Fame (1997).[23]
- Fellow, Computer History Museum (2008)[24][25]
- IEEE Computer Pioneer Award, IEEE Computer Society (2008)[26]
- Korenman Award från Multinational Center for Development of Women in Technology (2009)

Publiceringssystemet Drupals defaulttema, Bartik, är uppkallat efter henne.